# Jeffrey Hunter
Jeffrey Hunter (nacido como Henry Herman «Hank» McKinnies; Nueva Orleans, 25 de noviembre de 1928-Los Ángeles, 27 de mayo de 1969) fue un actor de cine y televisión estadounidense. 
Buena parte de su fama la debe a su papel en The Searchers, junto con John Wayne, y también a la superproducción Rey de Reyes, donde interpretó a Jesucristo.

## Carrera
Se convirtió en una estrella juvenil durante los años 1950, igual que Robert Wagner y James Dean. Para su fortuna como actor, entró a formar parte del grupo de actores habituales de John Ford, y gracias a esto intervino en grandes películas como The Searchers (Más corazón que odio o Centauros del desierto),  El último hurra y El sargento negro. Otras películas importantes en las que intervino fueron la primera versión de Bésame antes de morir basada en la novela homónima de Ira Levin, y La verdadera historia de Jesse James de Nicholas Ray. En ambas películas compartía protagonismo con Robert Wagner, y en la segunda interpretaba a Frank James mientras que Wagner hacía el papel de Jesse. En 1957 rodó Una pistola para un cobarde (Gun For A Coward) donde interpretaba a un personaje atormentado junto a Fred MacMurray y Chill Wills.
En 1961 y tras protagonizar El sargento negro, volvería a trabajar con Nicholas Ray en Rey de Reyes donde interpretaba a Jesús. Sin embargo, y a pesar de que los años sesenta empezaban con estos buenos auspicios, la crisis del cine que comenzó en esta década le hizo participar en películas cada vez de menos calidad. Destacan de esta época su aparición en el peplum Oro para el César y la película de Robert Siodmak La última aventura, para acabar trabajando en westerns de coproducción y los llamados spaguetti westerns. De esta última etapa de su vida destaca su interpretación en el episodio piloto de Star Trek interpretando al capitán Christopher Pike.

## Vida privada
De 1950 a 1955 estuvo casado con la actriz Barbara Rush con la que tuvo un hijo, Christopher, nacido en 1952. Luego, entre 1957 y 1967, estuvo casado con la modelo Dusty Bartlett. Jeffrey adoptó al hijo de esta, Steele, y posteriormente la pareja tuvo dos hijos comunes, Todd y Scott. En febrero de 1969, se casó con la actriz Emily McLaughlin.

## Muerte
Mientras rodaba en España ¡Viva América! en 1969, Hunter fue herido en una explosión en el set de rodaje, sufriendo laceraciones faciales con vidrios rotos, así como quemaduras de pólvora. Poco después, un viejo amigo, excomando británico, le propinó sin querer un golpe de kárate en la barbilla del que Jeffrey, que sabía judo, no pudo defenderse a tiempo, golpeándose la parte posterior de la cabeza contra una puerta. Durante el vuelo de regreso a Estados Unidos junto con su esposa su brazo derecho quedó repentinamente semi paralizado y perdió el habla. Al aterrizar, fue llevado directamente desde el avión a Valley Hospital en Los Ángeles, donde se determinó que había sufrido una hemorragia cerebral. Se recuperó y fue dado de alta al cabo de un par de semanas. En su casa de Van Nuys, California, Hunter continuó quejándose de fuertes dolores de cabeza y mareos. Poco después sufrió otra hemorragia cerebral en un corto tramo de escaleras en su sala de estar y se derrumbó, fracturándose el cráneo. Cuando le encontraron no sabían cuánto tiempo había estado inconsciente. Murió durante la cirugía para reparar el cráneo sin haber llegado a recuperar la consciencia. Tenía 42 años. Hunter fue enterrado en el Glen Haven Memorial Park, en Sylmar, California.